# Терентьева, Наталия Ивановна
Наталия Ивановна Тере́нтьева (8 сентября 1926, Москва — 18 февраля 2019, там же) — советская и российская театральная актриса; актриса Театра драмы имени Ф. Г. Волкова с 1956 года; народная артистка РСФСР (10.04.1980).

## Биография

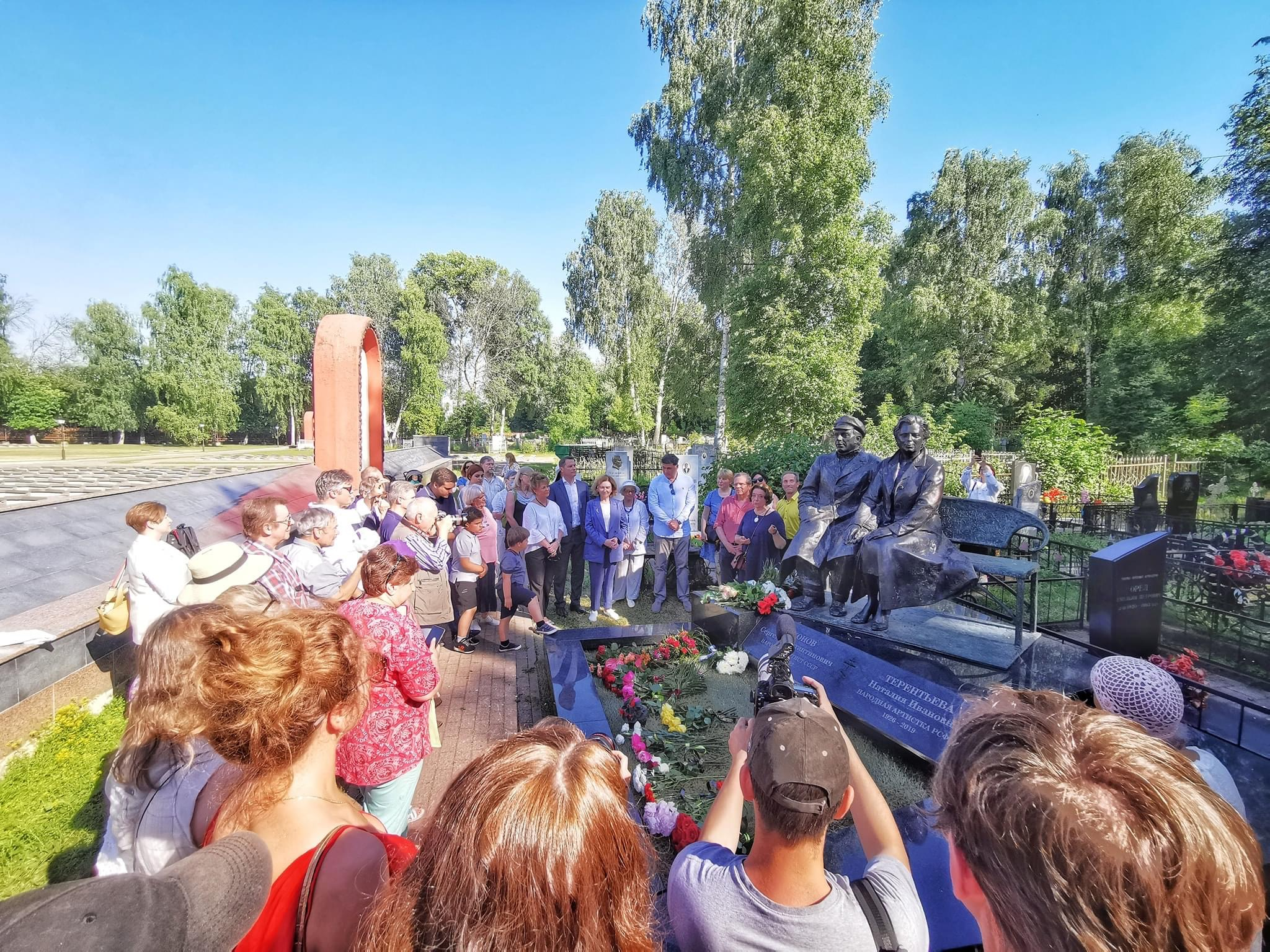

Родилась 8 сентября 1926 года в Москве в театральной семье. В годы Великой Отечественной войны была санитаркой военно-санитарного поезда, медсестрой военного госпиталя.
В 1949 году окончила Московское городское театральное училище (руководитель курса В. В. Готовцев). Вышла замуж за актёра, впоследствии Народного артиста СССР Сергея Константиновича Тихонова (1921—1992).
В 1950—1953 годах артистка Иркутского областного театра юного зрителя. В 1953—1956 годах артистка Псковского областного драмтеатра им. А. С. Пушкина.
С 1956 года артистка Ярославского драматического театра имени Ф. Г. Волкова. В 1963—1976 годах педагог курса «Сценическая речь» в Ярославском театральном училище.
В 1955—1956 годах депутат Псковского городского совета депутатов трудящихся. В 1959—1963 и 1973—1984 годах депутат Кировского районного совета депутатов трудящихся. В 1985—1986 годах член Ярославского городского совета народных депутатов.
С 1951 года член Союза театральных деятелей, член правления Ярославской организации СТД РФ.
Мать режиссёра документального кино и телевидения Никиты Тихонова (род. 1952).

Наталья Ивановна умерла 18 февраля 2019 года. Похоронена на Воинском мемориальном кладбище Ярославля. 20 июня 2022 г. на могиле установлен памятник 

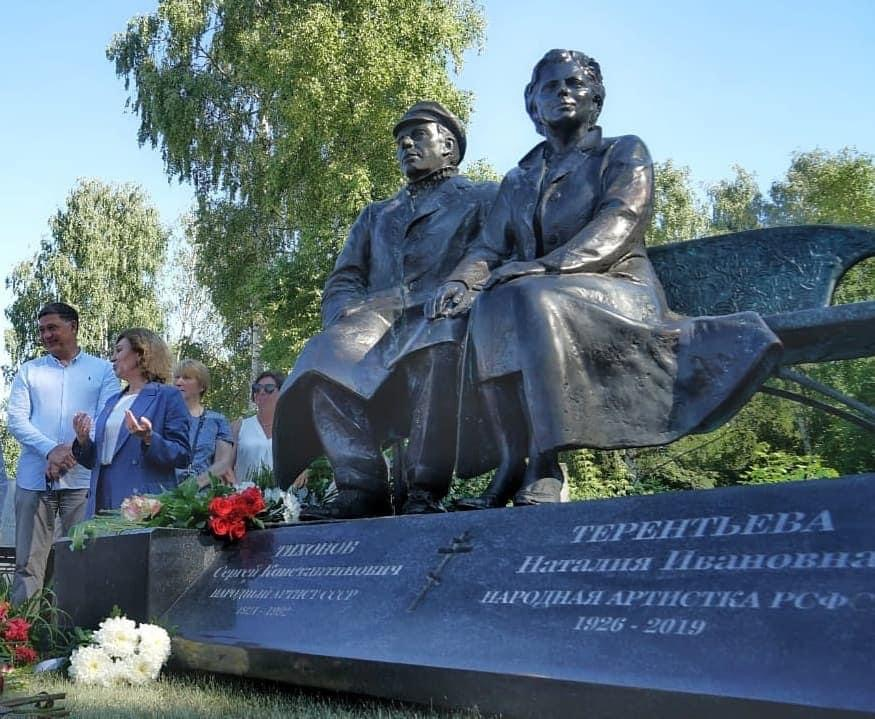
Открытие памятника Народному артисту СССР Сергею Тихонову и Народной артистке РСФСР Наталье Терентьевой

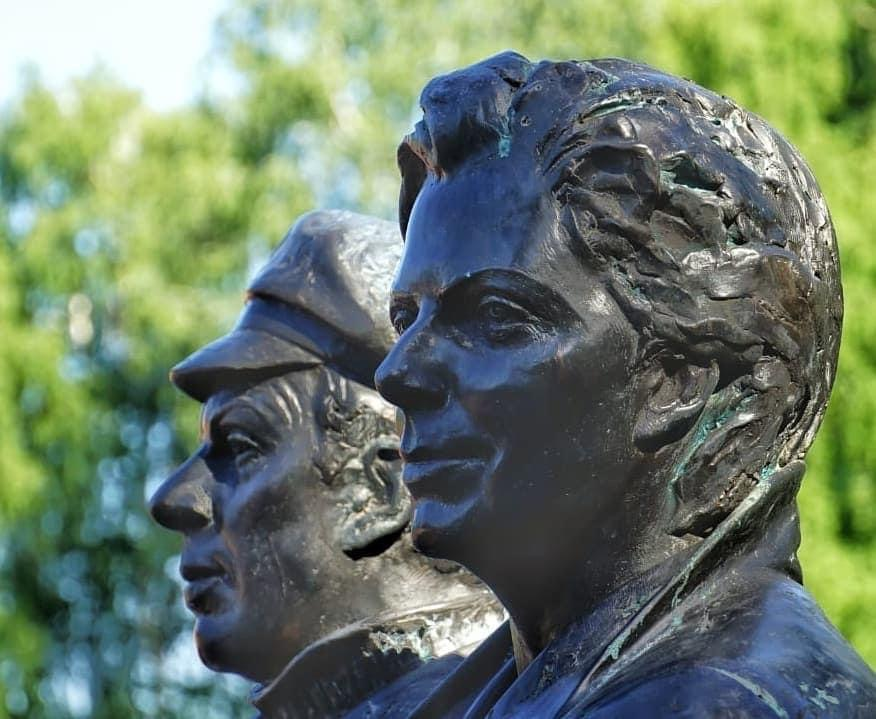
Памятник Народным артистам

 (скульпторы А. Рукавишников , А. Свиязов, архитектор С. Шаров).
В марте 2021 родственниками артиста учреждена региональная театральная «Премия Народного артиста СССР Сергея Тихонова и Народной артистки РСФСР Наталии Терентьевой» за лучшую мужскую и женскую роль в сезоне.

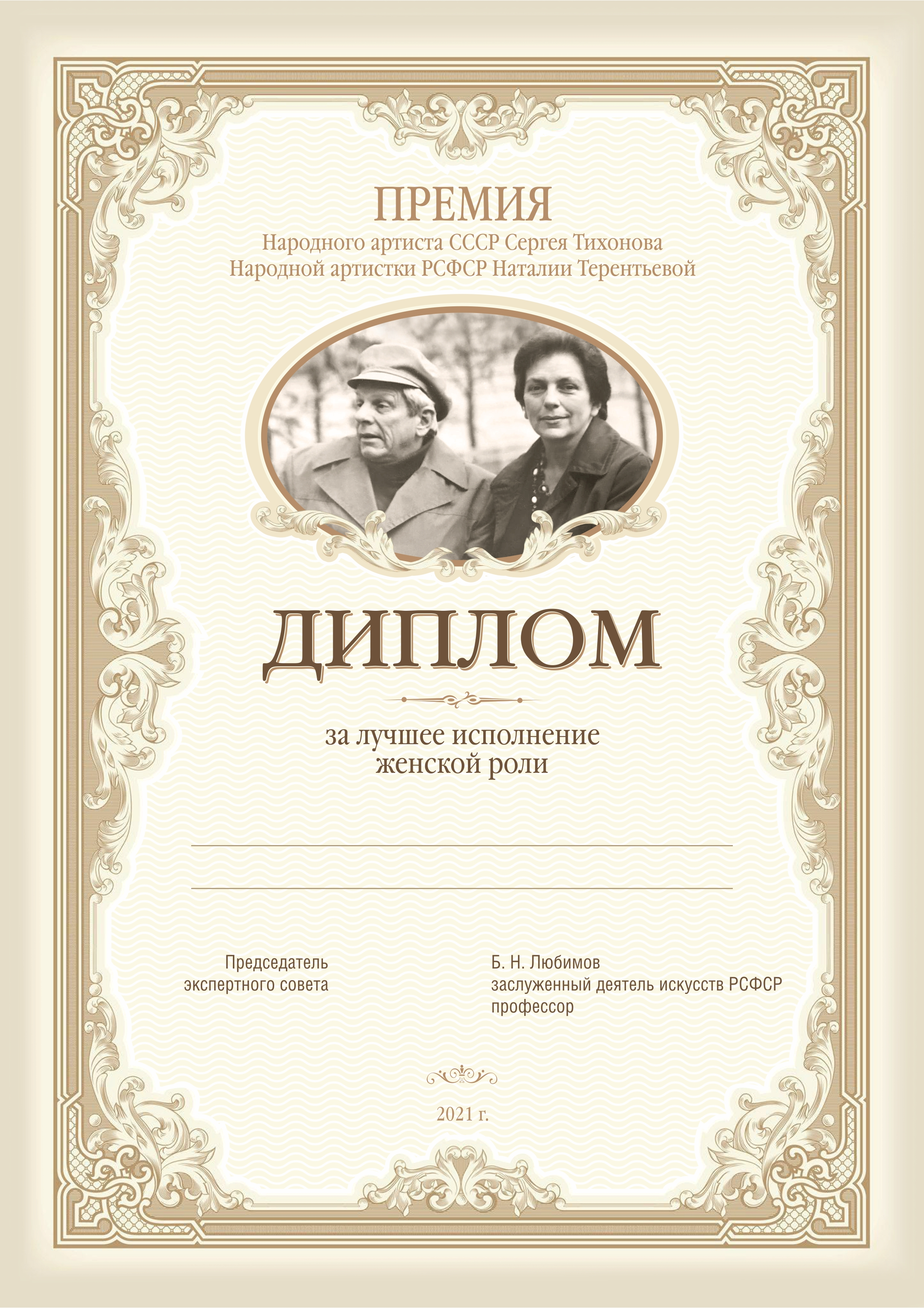
Диплом театральной премии

## Звания и награды
- Заслуженный артист РСФСР (10.01.1966)
- Народный артист РСФСР (10.04.1980)
- Орден Почёта (1996)
- Премия Золотая Маска (2005) — в номинации «За честь и достоинство»[3].

## Роли

### Иркутский областной театр юного зрителя
- Мария Александровна Ульянова — «Семья» А. Попова
- Поликсена — «Правда — хорошо, а счастье лучше» А. Островского
- Людмила — «Поздняя любовь» А. Островского
- Рассаба — «Волынщик из Стракониц» Й. Тыла

### Псковский академический театр драмы имени А. С. Пушкина
- Мария Александровна Ульянова — «Семья» А. Попова
- Лариса — «Бесприданница» А. Островского
- Комиссар — «Оптимистическая трагедия» В. Вишневского
- Фосфорическая женщина — «Клоп» В. Маяковского
- Софья — «Последние» М. Горького

### Российский государственный академический театр драмы имени Фёдора Волкова
- Ганка, Дульская — «Мораль пани Дульской» Г. Запольской
- Грета — «Последняя остановка» Э.-М. Ремарка
- Лида — «Такая любовь» П. Когоута
- Ламбрини — «Остров Афродиты» А. Парниса
- Матильда — «Физики» Ф. Дюрренматта
- Миссис Уоррен — «Профессия миссис Уоррен» Б. Шоу
- Манефа, Турусина — «На всякого мудреца довольно простоты» А. Островского
- Герцогиня Мальборо — «Стакан воды» Э. Скриба
- Рашель — «Васса Железнова» М. Горького
- Бернарда — «Дом Бернарды Альбы» Ф.-Г. Лорки
- Клеопатра — «Враги» М. Горького
- Дорина — «Тартюф» Ж.-Б. Мольера
- Кукушкина — «Доходное место» А. Островского
- Баронесса — «Самый правдивый» Г. Горина
- Толгонай — «Материнское поле» Ч. Айтматова
- Памела — «Дорогая Памела» Д. Патрика
- Фёкла — «Женитьба» Н. Гоголя
- Степанида — «Кавказский роман» Л. Толстого
- Генеральша — «Фома» Ф. Достоевского
- Лолита — «Честный авантюрист» К. Гольдони
- Софья Ивановна — «Рождественские грёзы» Н. Птушкиной
- Антонида Васильевна — «Игрок» Ф. Достоевского
- Мурзавецкая — «Волки и овцы» А. Островского
- Пани Конти — «Соло для часов с боем» О. Заградника
- Княгиня Тугоуховская — «Горе от ума» А. Грибоедова
- Суворова — «Чёртова дюжина» А. Аверченко